# فران نونیز
فران نونیز (انگلیسی: Fran Núñez؛ زادهٔ ۱۵ مهٔ ۱۹۹۵) بازیکن فوتبال اهل اسپانیا است.
وی همچنین در تیم ملی فوتبال جمهوری دومینیکن بازی کرده‌است.